# Elevation Worship
Elevation Worship es una banda de música de adoración contemporánea de Elevation Church en Charlotte, Carolina del Norte. La banda dirige la adoración en los servicios de fin de semana, así como también en conciertos y giras por los Estados Unidos. Anteriormente, han realizado giras con otras bandas cristianas contemporáneas, como Hillsong Worship, Lauren Daigle, Bethel Music, Passion y otras.

## Lanzamientos
Dirigido por Joye y Chris Brown, la adoración de la elevación comenzó en 2007 en Elevation Church en Charlotte, Carolina del Norte. La banda lanzó cuatro álbumes independientes antes de firmar con Essential Records. The Sound fue lanzado en 2007 (bajo el nombre de Elevation Church Live), We Are Alive en 2008, God With Us en 2009 y Kingdom Come en 2010. Presentando la canción "Give Me Faith", Kingdom Come fue el primer álbum de la banda en abrirse camino en las listas de Billboard, alcanzando el número 5 en Heatseekers, el número 42 en álbumes independientes y en el número 17 en la lista de álbumes cristianos.
La banda lanzó su álbum de estudio debut, For the Honor, bajo el sello Essential Records el 21 de noviembre de 2011. Tuvo éxito en las listas de la revista Billboard, incluyendo el n.º 1 en Heatseekers, el n.º 19 en los Christian Albums y el Billboard 200 en el n.º 193.
El segundo álbum de la banda bajo el sello Essential, Nothing Is Wasted, fue lanzado el 19 de febrero de 2013. Una edición de lujo del álbum también incluía grabaciones de estudio de cada canción. También vio el éxito de la tabla, alcanzando el número 1 en la lista de Christian Albums y en el número 41 en el Billboard 200.
Su tercer álbum, Only King Forever fue lanzado el 14 de enero de 2014, debutando en su posición más alta en el ranking, n.º 23 en el Billboard 200 y con la vocalista invitada Darlene Zschech de Hillsong Worship. 
El 1 de agosto de 2014, la banda grabó su cuarto álbum, Wake Up the Wonder, en vivo en Time Warner Cable Arena. Fue lanzado el 25 de noviembre de ese mismo año. El álbum debutó en el número 58 en el Billboard 200 en su primera semana, así como en el número 1 en la lista de álbumes cristianos de Billboard.  El 31 de julio de 2015, realizaron otra grabación en vivo en Time Warner Cable Arena para su quinto álbum, Here as in Heaven, su primer álbum lanzado en su propio sello, Elevation Worship Records. Fue lanzado el 5 de febrero de 2016 y alcanzó el número 1 en las listas de álbumes de Estados Unidos.  Su quinto álbum, There is a Cloud, fue lanzado el 17 de marzo de 2017, luego de ser grabado en Elevation Ballantyne durante el renacimiento de la iglesia, "Code Orange Revival". Después de There is a Cloud, Elevation Worship lanzó su primer álbum en español, Lo Harás Otra Vez, el 18 de agosto de 2017. Este álbum alcanzó el número dos en la lista de álbumes latinos de EE. UU. El 28 de septiembre de 2018, Elevation Worship lanzó su undécimo álbum en vivo, Hallelujah Here Below, que fue nominado para el Mejor Álbum de Música Cristiana Contemporánea de 2019. El 12 de abril de 2019, Elevation Worship lanzó Paradoxology, que era un álbum reinventado con diferentes versiones de las canciones de Hallelujah Here Below, como "Here Again", "Echo" y "Won't Stop Now". La paradoja incluía un sencillo, "Contigo". Aleluya (En La Tierra) es el segundo álbum de Elevation Worship en español y fue lanzado el 19 de julio de 2019. Llegó al número ocho su punto máximo en las ventas de álbumes latinos en los Estados Unidos. At Midnight, su séptimo EP, fue lanzado el 30 de agosto de 2019. 
Además de las ventas récord de Elevation Worship, la página de YouTube de Elevation Worship tiene actualmente más de 1.7 millones de suscriptores y un total combinado de 551 millones de visitas. Además, el álbum There Is a Cloud tiene una combinación de 155 millones de visitas en YouTube.

## Miembros
Miembros incluidos:
- Chris Brown
- Jonsal Barrientes
- Jenna Barrientes
- Tiffany Hudson
- Anna Pinkham

Miembros pasados
- Mack Brock
- London Gatch

## Discografía

### Álbumes Independientes
| Álbum                                      | Detalles                                                                                                  | Tabla de posiciones | Tabla de posiciones | Tabla de posiciones | Tabla de posiciones | Tabla de posiciones |
| Álbum                                      | Detalles                                                                                                  | US Christ.          | US Heat             | US Indie            |                     |                     |
| ------------------------------------------ | --- | ------------------- | ------------------- | ------------------- | ------------------- | ------------------- |
| The Sound                                  | - Lanzamiento: 2007 - Etiqueta: None - Formato: CD, descarga digital, stream                              | —                   | —                   | —                   |                     |                     |
| We Are Alive                               | - Lanzamiento: 10 de julio de 2008 - Etiqueta: None - Formato: CD, descarga digital, stream               | —                   | —                   | —                   |                     |                     |
| God With Us                                | - Lanzamiento: 25 de junio del 2009 - Etiqueta: None - Formato: CD, descarga digital, stream              | —                   | —                   | —                   |                     |                     |
| Kingdom Come                               | - Lanzamiento: 7 de septiembre del 2010 - Etiqueta: None - Formato: CD, descarga digital, stream          | 17                  | 5                   | 42                  |                     |                     |
| Kingdom Come Remix EP                      | - Lanzamiento: 26 de octubre del 2010 - Etiqueta: None - Formato: Descarga digital, stream                | –                   | –                   | –                   |                     |                     |
| Speak Revival EP                           | - Lanzamiento: 9 de septiembre del 2016 - Etiqueta: Elevation Worship - Formato: Descarga digital, stream | —                   | —                   | —                   |                     |                     |
| Lo Harás Otra Vez                          | - Lanzamiento: 18 de agosto de 2017 - Etiqueta: Elevation Worship - Formato: CD, descarga digital, stream | 28                  | —                   | —                   |                     |                     |
| Aleluya (En La Tierra)                     | - Lanzamiento: 19 de julio de 2019 - Etiqueta: Elevation Worship - Formato: CD, descarga digital, stream  | —                   | —                   | —                   |                     |                     |
| A La Medianoche - EP                       | - Lanzamiento: 7 de febrero de 2020 - Etiqueta: Elevation Worship - Formato: CD, descarga digital, stream | —                   | —                   | —                   |                     |                     |
| Tumbas A Jardines                          | - Lanzamiento: 10 de julio de 2020 - Etiqueta: Elevation Worship - Formato: CD, descarga digital, stream  | —                   | —                   | —                   |                     |                     |
| León (Spanish)                             | - Lanzamiento: 7 de octubre de 2022 - Etiqueta: Elevation Worship - Formato: CD, descarga digital, stream | —                   | —                   | —                   |                     |                     |
| "—" Denota lanzamientos que no graficaron. | |                     |                     |                     |                     |                     |

### Álbumes en vivo
| Canciones |
| --- |
| 1. "Exalted One" 2. "The Lord Is My Rock/God You Lifted Me Out" 3. "For The Honor" 4. "God Be Praised" 5. "The Church" 6. "The Highest" 7. "Victorious" 8. "We Rejoice" 9. "Give Me Faith" 10. "All Things New" 11. "The Gospel" 12. "You Reign Alone" 13. "Give My Life To You" 14. "Our King Has Come" |

| Canciones |
| --- |
| 1. "Great in Us" 2. "Be Lifted High" 3. "In Your Presence" 4. "Let Go" 5. "We're Not Alone" 6. "I Will Trust" 7. "Unchanging God" 8. "Nothing Is Wasted" 9. "I Have Decided" 10. "Lift Us Out" 11. "Open Up My Eyes" 12. "Greater" (featuring Israel Houghton) |

| Canciones |
| --- |
| 1. "Only King Forever" 2. "Glory Is Yours" 3. "I Will Look Up" 4. "Grace So Glorious" 5. "Grace So Glorious (reprise)" 6. "The Love of Jesus" (featuring Darlene Zschech) 7. "Last Word" 8. "Mighty Warrior" 9. "I Will Sing" 10. "Everlasting Father" 11. "Blessed Assurance" 12. "Great and Mighty King" 13. "Unto Your Name" 14. "Raised to Life" |

| Canciones |
| --- |
| 1. "Already Won" 2. "Unstoppable God" 3. "Jesus I Come" 4. "Ever Glorious" 5. "Jesus Forever (Wake Up the Wonder)" 6. "Your Promises" 7. "The King Is Among Us" 8. "The First Light" (instrumental) 9. "Great Things (Worth It All)" 10. "Standing" 11. "Let Us Adore" 12. "I Love You Lord" 13. "The Road" (instrumental) 14. "For the Lamb" 15. "Fortress" 16. "Look How He Lifted Me" |

| DVD canciones |
| --- |
| 1. "Unstoppable God" 2. "Jesus I Come" 3. "Ever Glorious" 4. "Your Promises" 5. "The King Is Among Us" 6. "The First Light" 7. "Let Us Adore" 8. "For the Lamb" 9. "Look How He Lifted Me" - En el DVD, el instrumental, "The First Light", contiene escenas del universo y el sistema solar filmado en blanco y negro. |

| Canciones |
| --- |
| 1. "Here as in Heaven" 2. "Grace Like a Wave" 3. "Call Upon the Lord" 4. "O Come to the Altar" 5. "Resurrecting" 6. "Evidence" 7. "Shine a Light" 8. "Yahweh" 9. "I Can't Believe" 10. "First and Only" 11. "Praise Goes On" 12. "Hold on to Me" 13. "For a Moment" 14. "O Come to the Altar" (radio version) |

| Videos en vivo lanzados en YouTube: |
| --- |
| 1. "Here as in Heaven" 2. "Grace Like a Wave" 3. "Call Upon the Lord" 4. "O Come to the Altar" 5. "Evidence" 6. "Shine a Light" 7. "Yahweh" 8. "I Can't Believe" 9. "Resurrecting" |

| Listado de pistas |
| --- |
| 1. "There Is a Cloud" 2. "Overcome" 3. "Do It Again" 4. "Do It Again Reprise" 5. "Fullness" 6. "He Is Lord" 7. "Yours (Glory and Praise)" 8. "Uncontainable Love" 9. "Forever I Run" 10. "None" 11. "Grateful" 12. "Mighty Cross" 13. "Oh Sing" 14. "Here in the Presence" |

### Sencillos
| Año  | Título                          | Tabla de posiciones | Tabla de posiciones | Tabla de posiciones | Tabla de posiciones   |
| Año  | Título                          | US Christ.          | Christ Airplay      |                     |                       |
| ---- | ------------------------------- | ------------------- | ------------------- | ------------------- | --------------------- |
| 2010 | "Kingdom Come"                  | —                   | —                   |                     | Kingdom Come          |
| 2011 | "Angels We Have Heard On High"  | —                   | —                   |                     | single sin álbum      |
| 2015 | "Unstoppable God"               | 39                  | —                   |                     | Wake Up the Wonder    |
| 2017 | "O Come to the Altar"           | 2                   | 2                   | - RIAA: Gold        | Here as in Heaven     |
| 2018 | "Do It Again"                   | 5                   | 3                   |                     | There is a Cloud      |
| 2018 | "Won't Stop Now"                | 24                  | —                   |                     | Hallelujah Here Below |
| 2018 | "Here Again"                    | 20                  | —                   |                     | Hallelujah Here Below |
| 2018 | "Echo" (featuring Tauren Wells) | 32                  | —                   |                     | Hallelujah Here Below |
| 2019 | Encuéntrame Otra Vez            | —                   | —                   |                     | no álbum, solo single |
| 2019 | "Eco" (featuring Tauren Wells)  | —                   | —                   |                     | no álbum, solo single |

### Otras canciones incluidas
| Año  | Título                     | Tabla de posiciones | Álbum                 |
| Año  | Título                     | US Christ.          | Álbum                 |
| ---- | -------------------------- | ------------------- | --------------------- |
| 2014 | "Only King Forever"        | 50                  | Only King Forever     |
| 2014 | "Raised to Life"           | 35                  | Raised to Life EP     |
| 2014 | "Jesus I Come"             | 36                  | Raised to Life EP     |
| 2016 | "Here as in Heaven"        | 17                  | Here as in Heaven     |
| 2016 | "Resurrecting"             | 22                  | Here as in Heaven     |
| 2016 | "Fullness"                 | 24                  | Speak Revival EP      |
| 2017 | "There Is a Cloud"         | 25                  | There is a Cloud      |
| 2017 | "Overcome"                 | 37                  | There is a Cloud      |
| 2017 | "Yours (Glory and Praise)" | 33                  | There is a Cloud      |
| 2017 | "Uncontainable Love"       | 48                  | There is a Cloud      |
| 2017 | "Here in the Presence"     | 46                  | There is a Cloud      |
| 2018 | "Hallelujah Here Below"    | 41                  | Hallelujah Here Below |